# Paghman
Paghman (arabă پغمان) este un oraș din Afganistan.